# Municipio de Hopewell (condado de Bedford)
El municipio de Hopewell (en inglés: Hopewell Township) es un municipio ubicado en el condado de Bedford en el estado estadounidense de Pensilvania. En el año 2000 tenía una población de 1.894 habitantes y una densidad poblacional de 21.4 personas por km².

## Geografía
El municipio de Hopewell se encuentra ubicado en las coordenadas 40°03′36″N 78°18′09″O / 40.06000, -78.30250.

## Demografía
Según la Oficina del Censo en 2000 los ingresos medios por hogar en la localidad eran de $34,620 y los ingresos medios por familia eran $39,939. Los hombres tenían unos ingresos medios de $28,967 frente a los $21,250 para las mujeres. La renta per cápita para la localidad era de $16,245. Alrededor del 9,3% de la población estaban por debajo del umbral de pobreza.